# Мартинюк Олександр Володимирович
Олекса́ндр Володи́мирович Мартиню́к (24 березня 1993, Забара, Калинівський район, Вінницька область — 21 березня 2014, Каланчак, Херсонська область) — солдат Збройних сил України, учасник російсько-української війни.

## Життєвий шлях
Народився 1993 року у багатодітній сім'ї в селі Забара на Вінниччині (на той час — Червона Трибунівка).
Навчався у Калинівському ПТУ № 21, де здобув професію електрозварювальника. Був активістом, старостою групи. Після закінчення училища в 2010-х роках вступив на військову службу за контрактом, служив у Бердичеві. Солдат, номер обслуги 26-ї окремої артилерійської бригади.
У березні 2014 року Генеральний штаб Збройних сил України в рамках проведення спеціальних бойових навчань «Весняна злива 2014» сформував угруповання українських військ у Херсонській області на межі з окупованим російськими військами Кримом. В цій операції брали участь і підрозділи 26-ї артилерійської бригади.
Під час військових дій вночі 21 березня 2014 року біля селища Каланчак Херсонської області, стався вибух самохідної артилерійської установки. З п'яти членів екіпажу троє зазнали опіків, механік-водій залишився неушкодженим, а солдат Олександр Мартинюк загинув. Згідно з висновками комісії, вибух стався через потрапляння невідомого пристрою в башту САУ.
Похований з військовими почестями 25 березня в селі Червона Трибунівка. 21-річний Олександр не встиг одружитися, в нього залишилися батьки та чотири сестри.

## Вшанування
- нагороджений відзнакою МОУ «Знак пошани» (травень 2014, посмертно).
- в грудні 2016-го відкрито меморіальну дошку випускникам Гущинецького ВПУ № 32 — Юрію Гринчуку та Мартинюку Олександру.